# Quyền LGBT ở Bangladesh
Quyền đồng tính nữ, đồng tính nam, song tính và chuyển giới bị đàn áp nặng nề ở Bangladesh. Do tâm lý truyền thống của xã hội Bangladesh chủ yếu bảo thủ, thái độ tiêu cực đối với những người trong cộng đồng LGBT rất cao. Đồng tính luyến ái là bất hợp pháp theo luật Bangladesh; một đạo luật Mục 377 được kế thừa từ Chính phủ Ấn Độ thuộc Anh năm 1860. Theo luật, hình phạt dành cho người đồng tính là tù chung thân, mặc dù luật này không phải lúc nào cũng được thi hành, nhưng vẫn nguy hiểm cho những người xác định là đồng tính luyến ái công khai đồng tính trong xã hội vì bị từ chối xã hội, ghét, tấn công, hoặc thậm chí giết người.
Tổ chức Theo dõi Nhân quyền nói rằng "sự phân biệt đối xử với người đồng tính nữ, đồng tính nam, song tính và chuyển giới là phổ biến ở Bangladesh".
Các cá nhân chuyển giới (được gọi là Hijras ở Nam Á) được công nhận hợp pháp là giới tính thứ ba ở Bangladesh. Tuy nhiên, họ vẫn phải đối mặt với sự phân biệt và từ chối xã hội, mặc dù là một phần của văn hóa Bangladesh và Nam Á kể từ thời Kama Sutra (400 trước Công nguyên đến 200 sau Công nguyên).

## Bảng tóm tắt
| Hoạt động tình dục đồng giới                                                                                                | (Hình phạt: phạt tù)                                                |
| Độ tuổi đồng ý |                                                                     |
| Luật chống phân biệt đối xử trong việc làm                                                                                  |                                                                     |
| Luật chống phân biệt đối xử trong việc cung cấp hàng hóa và dịch vụ                                                         |                                                                     |
| Luật chống phân biệt đối xử trong tất cả các lĩnh vực khác (bao gồm phân biệt đối xử gián tiếp, ngôn từ kích động thù địch) |                                                                     |
| Hôn nhân đồng giới |                                                                     |
| Công nhận các cặp đồng giới                                                                                                 |                                                                     |
| Con nuôi của các cặp vợ chồng đồng giới                                                                                     |                                                                     |
| Con nuôi chung của các cặp đồng giới                                                                                        |                                                                     |
| Người LGBT được phép phục vụ công khai trong quân đội                                                                       |                                                                     |
| Quyền thay đổi giới tính hợp pháp                                                                                           |                                                                     |
| Công nhận giới tính thứ ba                                                                                                  | (Từ năm 2013)                                                       |
| Truy cập IVF cho đồng tính nữ                                                                                               |                                                                     |
| Mang thai hộ thương mại cho các cặp đồng tính nam                                                                           | (Bất hợp pháp cho tất cả các cặp vợ chồng bất kể xu hướng tình dục) |
| NQHN được phép hiến máu |                                                                     |